# Szybowiec Krząkały
Szybowiec Krząkały – polski szybowiec amatorski z okresu międzywojennego.

## Historia

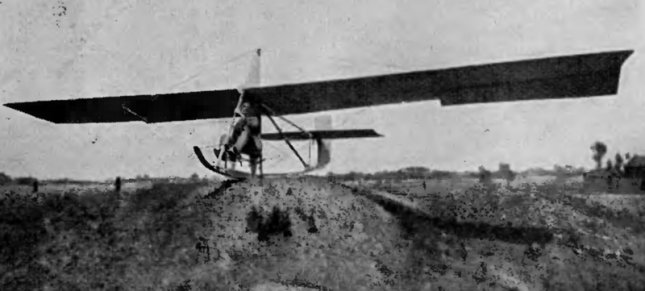
Szybowiec przygotowany do lotu

Wiktor Krząkała w 1927 roku pozyskał dokumentację niemieckiego szybowca Grunau 9. Wprowadził do dokumentacji własne modyfikacje i na jej podstawie w swym domu w Pawłowie rozpoczął budowę szybowca. Budowa była kontynuowana w Warsztatach Kolejowych w Piotrowicach Śląskich, konstruktor uzyskał pomoc tamtejszych kolejarzy – J. Gryczki, Sodzawicznego i Fiłcka.
Budowę ukończono w 1928 roku, oblot szybowca został wykonany wiosną tego samego roku. Konstruktor oddał go do dyspozycji Śląskiego Klubu Lotnictwa Żaglowego w Pawłowie. Dalsze jego losy nie są znane.

## Konstrukcja
Jednomiejscowy szybowiec amatorski konstrukcji drewnianej w układzie górnopłatu.
Kadłub o konstrukcji kratownicowej, skrzynka z miejscem dla pilota stanowiła jednocześnie płozę główną podwozia. Płat o obrysie prostokątnym, konstrukcji dwudźwigarowej, wyposażony w lotki. Usztywniony naciągami linkowymi biegnącymi do kadłuba i znajdującego się nad nim kozła. Usterzenie krzyżowe.